# Sminthurides cruciatus
Sminthurides cruciatus är en urinsektsart som beskrevs av Axelson 1905. Sminthurides cruciatus ingår i släktet Sminthurides, och familjen Sminthurididae. Arten är reproducerande i Sverige.